# HMS Östergötland
Le HMS Östergötland est un sous-marin suédois, quatrième et dernier navire de la classe Västergötland. Il tire son nom de la province d'Östergötland en Suède. 

## Développement
La conception du sous-marin combinait les meilleures propriétés de la classe Sjöormen et de la classe Näcken. Les sous-marins de la classe Västergötland avaient une plus grande capacité de chasse sous-marine que les classes précédentes, en partie parce qu’ils étaient équipés d’une nouvelle torpille sous-marine moderne. Ils pouvaient tirer jusqu’à six torpilles lourdes et six torpilles légères à guidage filaire en même temps contre différentes cibles.
La classe Västergötland comprenait les sous-marins HMS Södermanland et Östergötland. Après d’importantes améliorations, ces deux sous-marins ont été reclassés dans une nouvelle classe Södermanland.

## Engagements
Le navire a été commandé en 1981 à Kockums, dont le chantier naval de Malmö a fabriqué le milieu de la coque du navire, et le chantier de Karlskrona a fabriqué la proue et la poupe. La quille du navire a été posée en 1986 et il a été lancé le 9 décembre 1988. Le navire a été intégré à la Marine royale suédoise le 10 janvier 1990.
Entre 2000 et 2004, les HMS Östergötland et Södermanland ont subi d’importantes modifications. Ils ont été agrandis de 12 mètres et équipés de moteurs Stirling à propulsion indépendante de l’air (AIP). La longueur du navire est passée à 60,4 mètres et son déplacement à 1400 tonnes. Le besoin en équipage est tombé à 20 hommes. Dans le même temps, les sous-marins ont été modifiés pour gérer les missions internationales avec des opérations dans des eaux chaudes et salées. La conversion des deux sous-marins est devenue si importante que Kockums a décidé de reclasser les sous-marins dans une nouvelle classe Södermanland<,.
Depuis 2021, le HMS Östergötland est désarmé et en état de préparation du matériel.